# Georg von Sachsen (1893–1943)

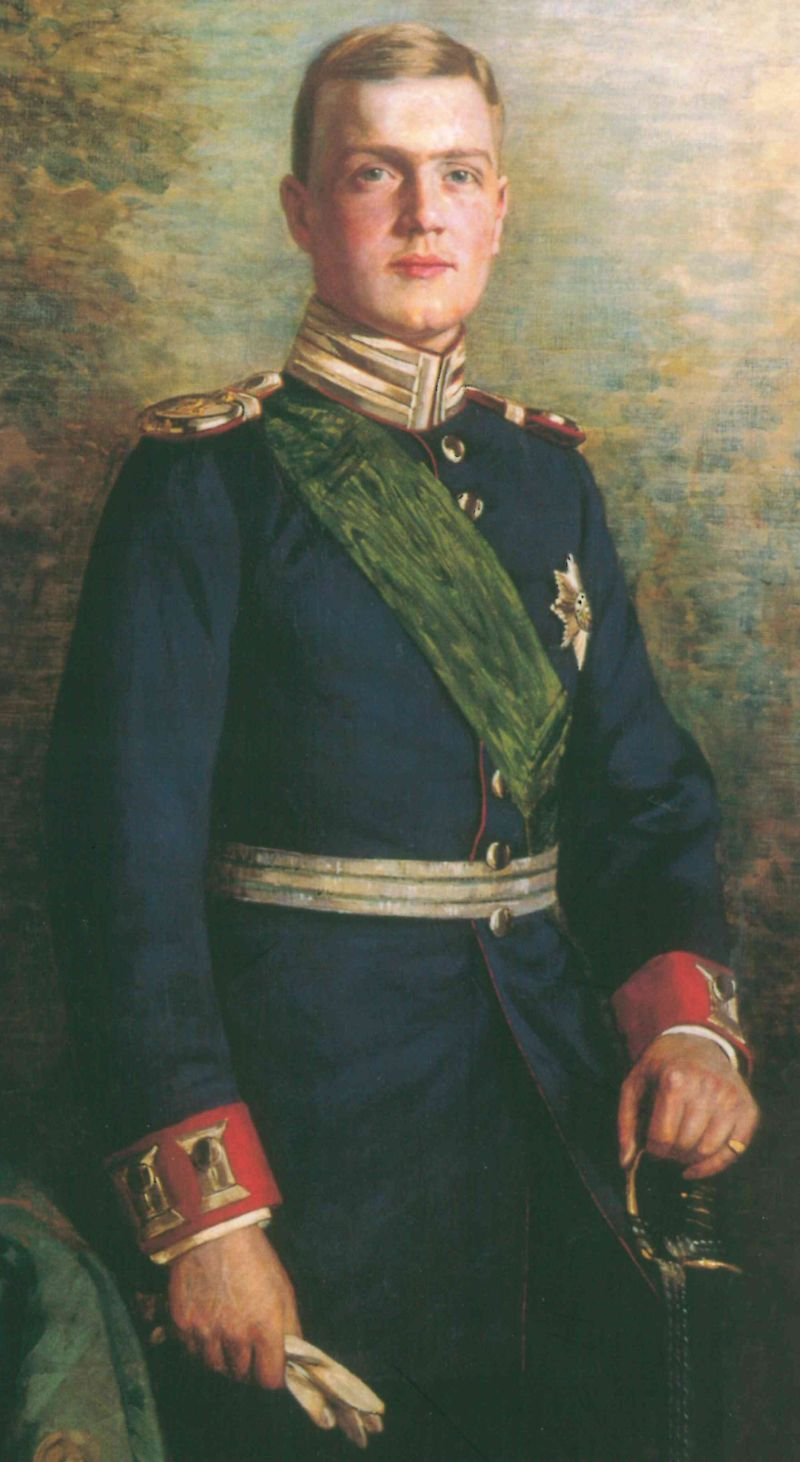
Georg von Sachsen um 1911

Georg von Sachsen SJ (Friedrich August Georg Ferdinand Albert Carl Anton Paul Marcellus; * 15. Januar 1893 in Dresden; † 14. Mai 1943 im Groß Glienicker See an der Stadtgrenze Berlins) war der letzte Kronprinz des Königreichs Sachsen und Offizier der Sächsischen Armee, zuletzt im Range eines Oberstleutnants.
Nach dem Zusammenbruch der Monarchie in Deutschland 1918 und den Abdankungen des Kaisers und der Bundesfürsten wurde Georg römisch-katholischer Priester. 1925 trat er in die Gesellschaft Jesu ein. Er setzte sich bis zu seinem Tode für die Ökumene ein und hielt zahlreiche Predigten. Während der Zeit des Nationalsozialismus widmete er sich als missliebiger Angehöriger eines ehemaligen Königshauses verstärkt der Beratertätigkeit. Darüber hinaus war er im Berliner Una-Sancta-Kreis, einem ökumenischen Gesprächs- und Widerstandskreis, tätig und mit Persönlichkeiten des Kreisauer Kreises sowie des Attentats vom 20. Juli 1944 bekannt.
Im Mai 1943 erlitt Pater Georg während des Schwimmens im Groß Glienicker See (an der Stadtgrenze Berlins) einen Herzanfall, an dessen Folgen er im Alter von 50 Jahren starb.

## Prinzenjahre

### Elternhaus

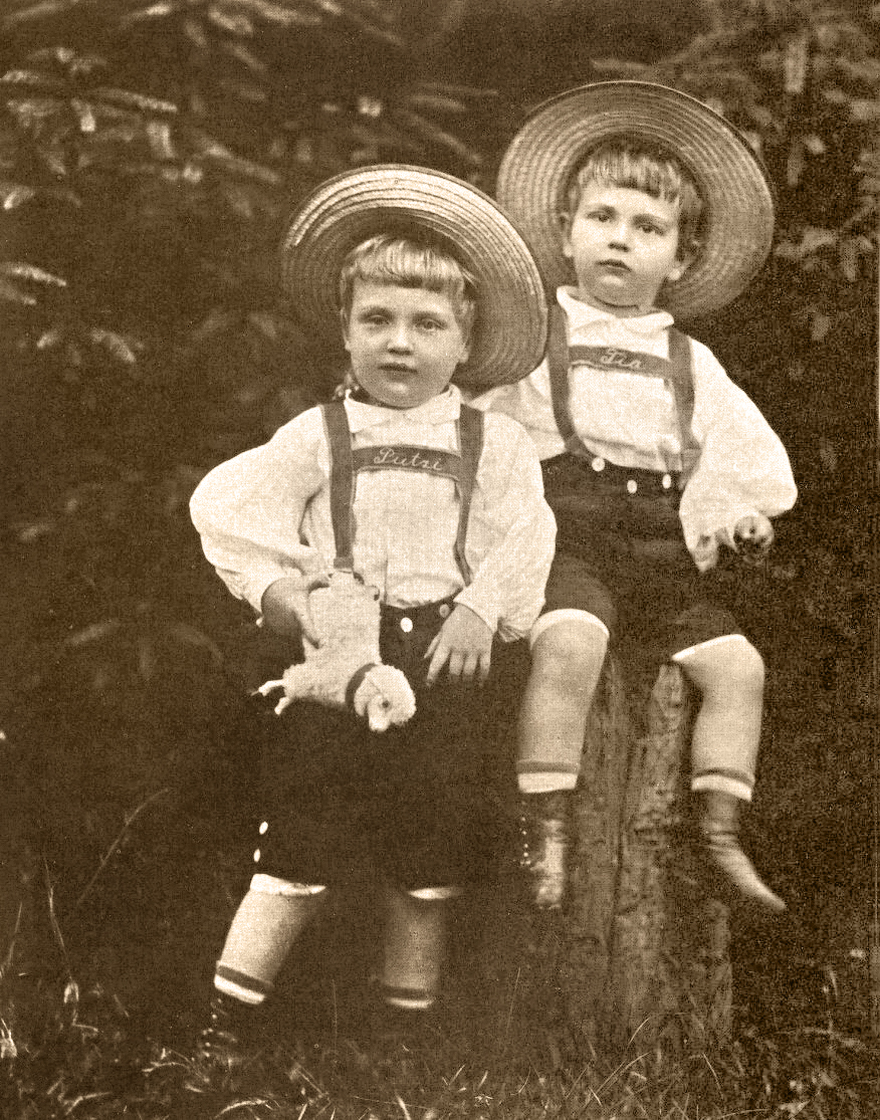
Georg (links) mit seinem Bruder Christian auf einer Fotografie von August Kotzsch, um 1900

Georg wurde am 15. Januar 1893 als erstes Kind des Prinzen Friedrich August von Sachsen, des späteren Königs Friedrich August III., und dessen Ehefrau Luise von Sachsen, geborene Erzherzogin von Österreich-Toskana, im Taschenbergpalais des Residenzschlosses Dresden geboren. Sein vollständiger Name lautete Friedrich August GEORG Ferdinand Albert Carl Anton Maria Paulus Marcellus. Die Geburt fand, dem Hofzeremoniell folgend, in Gegenwart des Königspaares und des Hausministers statt, um die Identität des Kindes bezeugen zu lassen. Das Ereignis – die Geburt eines Thronfolgers – wurde mit 101 Kanonenschüssen verkündet. Georgs Geschwister waren die Prinzen Friedrich Christian und Ernst Heinrich sowie die Prinzessinnen Margarethe (1900–1962), Maria Alix (1901–1990) und Anna Monika (1903–1976). Am Tag nach seiner Geburt wurde Georg in der Silbernen Kapelle des Taschenbergpalais von Bischof Ludwig Wahl getauft. Taufpate war Johann Georg von Sachsen, Taufzeugen waren König Albert und dessen Gemahlin Carola sowie die Großeltern Ferdinand IV. und Maria Antonia.

### Kindheit und Erziehung
Bedingt durch Staats- und Repräsentationsverpflichtungen fanden Georgs Eltern nur wenig Zeit, sich um ihn zu kümmern, und überließen diese Aufgabe der Gouvernante seiner Mutter, der Französin Josefine Dallery (1852–1922). Vorschulunterricht erhielt der Prinz ab 1899 durch den Religionslehrer und Hofprediger Georg Kummer (1855–1918), den Hofkaplan Eberhard Klein (1850–1931) sowie weitere Gelehrte. Die als unbeschwert geltende Kindheit Georgs wurde jedoch bald durch elterliche Konflikte getrübt, die im Dezember 1902 schließlich zur Trennung des Paares führten und etwa einen Monat später mit der Scheidung endeten. Insbesondere Georg, der als schüchternes Kind galt und ein inniges Verhältnis zu seiner Mutter hatte, litt unter dem Weggang der Mutter vom Hof sehr, zumal sein Vater jede Erinnerung an sie aus dem Alltagsleben der Kinder verbannte und viel Wert auf religiös orientierte Erziehung legte. So sollte Georg, familiär Jury gerufen, zu Verzicht und Genügsamkeit erzogen werden. Vom Großvater erhielt er eine wertvolle Reliquie des Heiligen Aloisius, seines Lieblingsheiligen. Die Vorliebe für den jungen Jesuiten Aloisius behielt er lebenslang bei.

## Kronprinzenjahre

### Jugend und Ausbildung

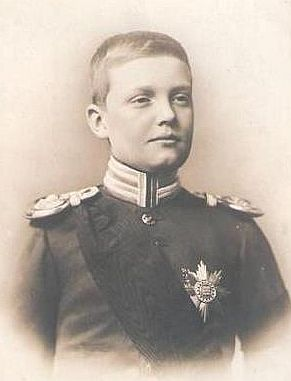
Kronprinz Georg nach seinem Eintritt in die sächsische Armee, um 1905

Mit der Thronbesteigung seines Vaters im Jahr 1904 wurde Georg im Alter von elf Jahren Kronprinz. Ab dieser Zeit besuchte er die von seinem Großvater gegründete „Prinzenschule“ im Taschenbergpalais, die Prinzensöhnen sowie den männlichen Nachkommen von höheren Beamten vorbehalten war und konservatives Gedankengut vermittelte. Die mehrheitlich protestantischen Lehrer wurden hierfür nebenamtlich von Dresdner Gymnasien und von der Kadettenanstalt entsandt. Zu Georgs Klasse gehörten Friedrich Krug von Nidda und von Falkenstein, Werner von Schmieden, der spätere Arzt Helmut Schulze (1892–1917) sowie der gleichnamige Sohn von Victor Alexander von Otto. Ein ehemaliger Lehrer schildert in seinen Erinnerungen Georg als pflichtbewusstes und gewissenhaftes Kind und seinen Mitschülern geistig so weit voraus, dass seine Arbeiten im Rahmen der Klasse kaum zu benoten waren, ohne den Anschein einer Bevorzugung zu erwecken. Er soll schon damals die Maxime „allen alles zu sein“ verinnerlicht haben. Parallel zum Unterricht erhielt er eine vormilitärische Erziehung durch den späteren Generalmajor Georg O’Byrn, der ihn umfassend auf seine spätere Militärkarriere vorbereitete.
An seinem zwölften Geburtstag, dem 15. Januar 1905, trat Georg unter gleichzeitiger Beförderung zum Leutnant und Verleihung des Hausordens der Rautenkrone der sächsischen Armee bei. Dort wurde er der 1. Kompanie des 1. Königlich Sächsischen Leib-Grenadier-Regiments Nr. 100 unter dem Kommando von Oskar von Ehrenthal mit Sitz auf der heutigen Stauffenbergallee in der Albertstadt zugeteilt, wobei daneben auch die schulischen Pflichten zu erfüllen waren. Georgs Duzfreund war hier Arnold Friedrich Vieth von Golßenau. Zu Ostern 1905 erhielt er die Erstkommunion. Sein Vater konnte wegen der Staatsverpflichtungen kaum Zeit für die Kinder aufbringen, doch fand Georg ab 1906 in der neu an den Hof gekommenen Prinzessin Maria Immaculata von Bourbon-Sizilien (1874–1947), der zweiten Ehefrau des Prinzen Johann Georg von Sachsen, Ersatz für die fehlende Mutter. Die beiden unterhielten zeitlebens eine enge freundschaftliche Beziehung. Im Jahr darauf, 1907, wurde Georg vom Apostolischen Vikar Bischof Aloys Schäfer gefirmt.
Am 9. März 1912 bestand Georg die mündliche Abiturprüfung. In den anschließenden Ferien reiste er durch Griechenland, Albanien, Montenegro und Bosnien. General Adolph von Carlowitz, der den Kronprinzen begleitete, war bis zum Kriegsausbruch zusätzlich für dessen militärische Erziehung verantwortlich. Nach seiner Rückkehr stattete Georg unter anderem dem städtischen Gewerbemuseum in Dresden sowie einer Geigenfabrik in Markneukirchen Besuche ab. Im September des gleichen Jahres bezog er die Königliche Villa in Strehlen und gründete seinen eigenen Hausstand. In Strehlen studierte er in Privatvorlesungen für drei Monate Staatswissenschaft. Währenddessen wurde das Palais Kap-herr, das sein Vater für ihn gekauft hatte, zu seinem neuen Wohnsitz umgebaut. Ab 1. Oktober 1912 wurde er zusammen mit seinem Bruder Friedrich Christian im (Leib-)Grenadier-Regiment Nr. 100 zum Gruppen- und Zugführer ausgebildet. Der Dienstantritt der beiden Prinzen steigerte das Prestige des Regiments beträchtlich, was zu einem erhöhten Zulauf von Offiziersanwärtern führte. Georgs Militärzeit bestand hauptsächlich aus Drill- und Exerziermärschen, Reitunterricht, Schießübungen und diversen Lehrgängen. Daneben nahm er an zahlreichen Manövern teil. Am 20. März 1913 wurde er zum Oberleutnant befördert. Ein für die Zeit ab Sommer 1914 vorgesehenes Studium in Leipzig und Freiburg im Breisgau wurde durch den Ausbruch des Ersten Weltkriegs vereitelt, den er euphorisch begrüßte.

### Erster Weltkrieg

#### 1914/15

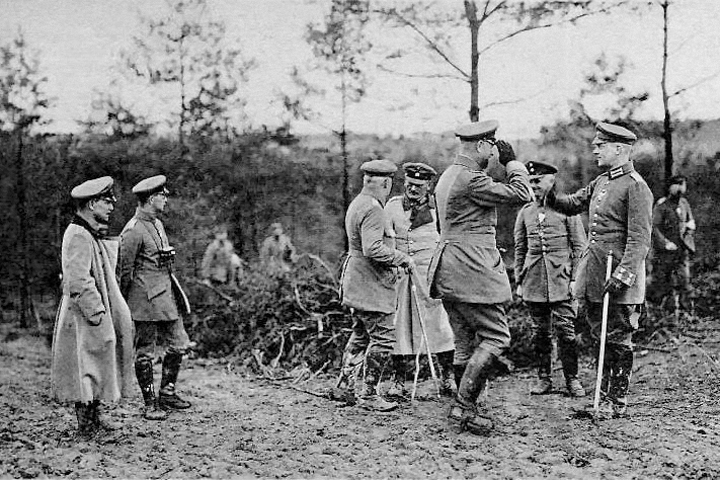
Kronprinz Georg (rechts) bei einem Truppenbesuch um 1916

Mit Ausbruch des Krieges wurde Georg Ordonnanzoffizier ohne Kommando bei der 3. (Sächsischen) Armee unter Generaloberst Freiherr Max von Hausen an der französischen Front. Hier erlebte er hinter der Front die Schlachten an der Sambre und Marne. Sein militärischer Begleiter und Adjutant dieser Zeit war der spätere Major Lionel Graf Vitzthum von Eckstädt. Im Oktober folgte Georgs Ernennung zum Hauptmann. Im gleichen Monat stellten sich bei ihm schwere Knie- und Handgelenksentzündungen ein, die Bettruhe und eine längere Kur in Wiesbaden erzwangen. Mit Beginn der Herbstschlacht in der Champagne 1915 war Georg wieder diensttauglich. Seine Hauptaufgabe war nun die Interessenvertretung seines Vaters gegenüber der höheren Generalität, aber auch Stellungsbesichtigungen, Truppenbesuche bei Angehörigen der sächsischen Regimenter in vorderster Linie sowie Lazarettbesuche gehörten zu seinem Aufgabenkreis. In diesem Jahr kam der Kronprinz über den Feldgeistlichen Johann Baptist von Dalwigk (1873–1941), einen Jesuiten, erstmals mit der Gesellschaft Jesu in Kontakt.

#### 1916

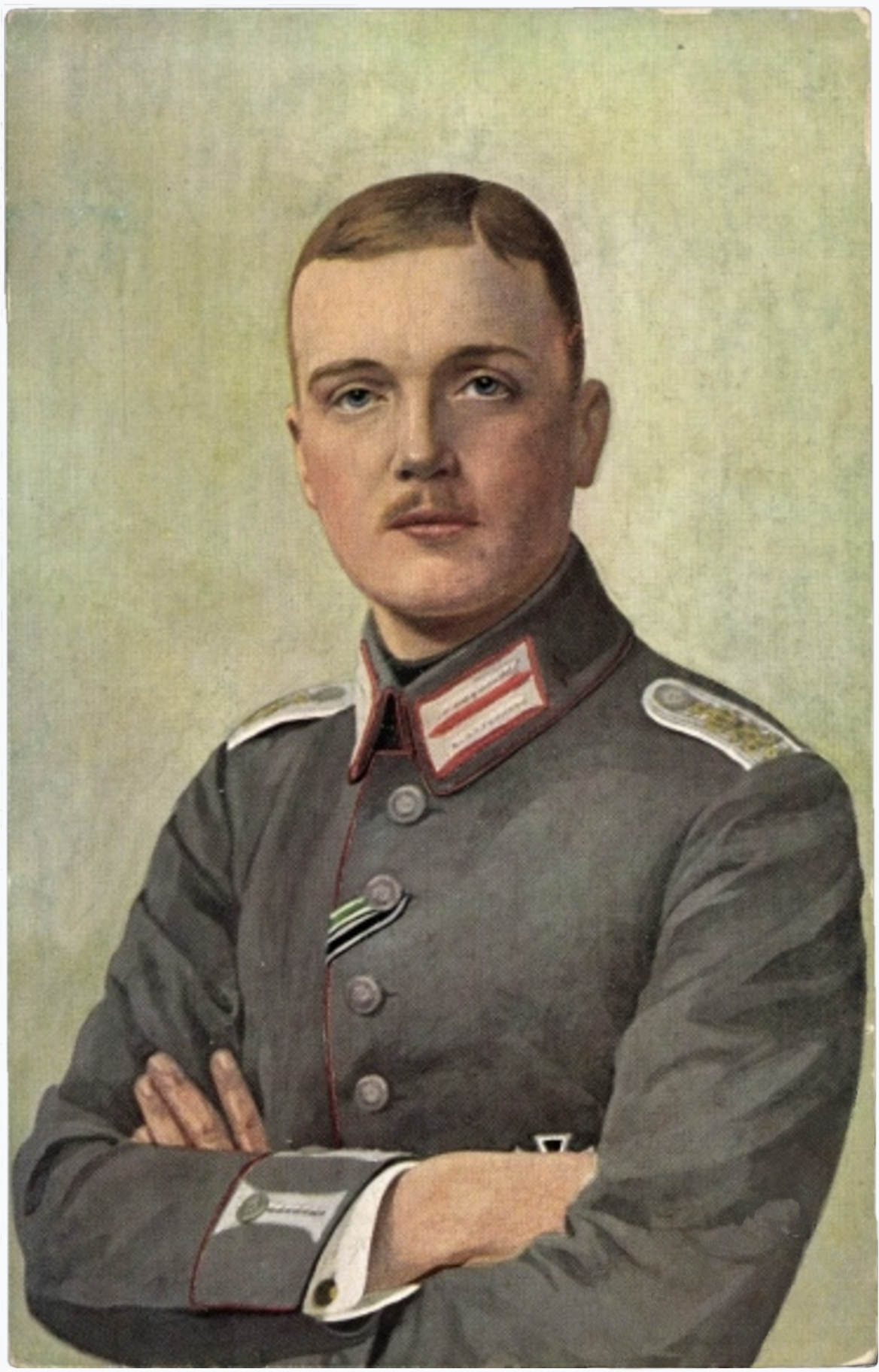
Kronprinz Georg um 1916

Von Februar bis April 1916 diente Georg im 5. Infanterie-Regiment Nr. 104 als Regimentsadjutant. Die nasskalte Witterung zog häufigere Erkrankungen nach sich, die später arthrotische Beschwerden verursachten und schließlich zur Teilversteifung seiner Wirbelsäule führten. Außerdem litt Georg infolge von Fronterlebnissen an einer leichten Kriegsneurose, die sich bei ihm durch starke Nervosität, Unruhe und Todesängste äußerte. Dieses Leiden konnte er durch einen längeren Kuraufenthalt im Sommer 1916 überwinden. Nach seiner Genesung diente er ab dem 28. Juli als Nachrichtenoffizier bei der Heeresgruppe „Gallwitz“. Bei der Schlacht an der Somme war er Verbindungsoffizier zwischen dem Armeestab und den Korpsstäben sowie zum Großen Hauptquartier. Dazwischen besuchte er im Auftrag des Vaters erneut die sächsischen Truppen an der Westfront. Unter dem Eindruck des ihn umgebenden Leids gewann er Interesse am Priestertum.

#### 1917
Ab Frühjahr 1917 diente Georg im Generalstab der 4. Armee bei der Heeresgruppe „Kronprinz Rupprecht“ mit Hauptquartier in Cambrai. Unter anderem war er dort mit der Planung und Vorbereitung des Aufbaus der Siegfriedstellung betraut. Am 21. Mai 1917 wurde er zum jüngsten Major der sächsischen Armee befördert. Im Juni 1917 folgte seine Ernennung zum Bataillonskommandeur des 2. Sächsischen Landwehr-Regiments Nr. 101. Er wurde nun an die Ostfront kommandiert, wo das Regiment Bestandteil der 46. Landwehr-Division wurde und im Raum Dubatowka an der Wilia im Stellungskampf stand. Georgs gefährliche Position als Bataillonsführer bedeutete für das sächsische Königshaus ein beträchtliches Risiko. Bei den Kämpfen geriet er mehrmals unter Beschuss, doch in seinen Feldpostbriefen schwärmte er von den Einsätzen und der Todesgefahr. Im September wurde er zum Stab des Königlich-Sächsischen Feldartillerie-Regiments 49 nach Galizien kommandiert, wo er im heute ukrainischen Chorostkow nach kurzer Unterweisung Abteilungskommandeur von vier Batterien wurde. Dieser Einsatz währte jedoch nur kurz, denn schon einen Monat später rief ihn der Königshof in die Heimat zurück. Dort wurde er auf eine Rundreise durch die sächsischen Provinzen geschickt, um der Verschlechterung der Moral entgegenzuwirken, die eine Folge der prekären Ernährungs- und Rohstofflage und der allgemeinen Kriegsmüdigkeit in der Bevölkerung war. Nach der wenig erfolgreichen Erfüllung dieses Auftrags übernahm Georg zum 1. Dezember das Kommando über das nach ihm benannte 5. Infanterie-Regiment Nr. 104, das sich bei seiner Übernahme im Raum Smorgon-Krewo in Ruhestellung befand. Die Kampfhandlungen zwischen deutschen und russischen Verbänden wurden infolge der Waffenstillstandsvereinbarungen nur wenige Tage nach Georgs Antritt eingestellt.

#### 1918
Da die Friedensverhandlungen zwischen dem Deutschen Reich und Russland weitere Fortschritte machten und schließlich im März 1918 zum Friedensvertrag von Brest-Litowsk führten, wurde Georgs Regiment, das mittlerweile der 40. Division unterstellt war, an die Westfront versetzt. Dort wurde die Division der Armeeabteilung C unterstellt, deren Regimenter konzentrisch im Raum Verdun und Metz im Einsatz waren. Georgs Regiment verteidigte hier den St.-Mihiel-Bogen, wo er am 13. Mai seine letzte Beförderung zum Oberstleutnant erhielt. Nach erneuter Stellungsverlegung kämpfte das Regiment im Abschnitt Thieaucourt–Eilirey. Wegen einer schweren Erkrankung seines Vaters wurde Georg bald für mehrere Monate vom Frontdienst entbunden. Im Juli kehrte er zurück und übernahm als Kommandeur die 245. (sächsische) Infanterie-Brigade mit Gefechtsraum Reims. Ab August befand sich diese Brigade in Stellungskämpfen im Verband der Maasgruppe Ost nordöstlich Verdun und später östlich im Raum Chaumewald–Soumazannes. In dieser Zeitspanne erhielt Georg von Generaloberst Karl von Einem eine scharfe Rüge, weil er diesem gegenüber seine Meinung vertreten hatte, dass das kaiserliche Deutschland unweigerlich einer Revolution entgegentreibe, wenn es nicht schleunigst und gründlichst mit seinem „Kastengeist und Profitkapitalismus“ aufräume. Die Aussage blieb für ihn aber ohne disziplinarische Konsequenzen, denn schon etwa Anfang September 1918 holte Georgs Vater seinen Sohn endgültig nach Dresden zurück, da er ihn für Staatsgeschäfte benötigte.

### Revolutionswirren
Der sächsische König entsandte seinen Sohn umgehend zum Großen Hauptquartier nach Reims. Dort sollte Georg persönlich bei General Erich Ludendorff vorsprechen und ihm die sächsische Auffassung darlegen, der zufolge ein alsbaldiger Verständigungsfrieden unbedingt erforderlich sei, um eine Revolution zu vermeiden. Ludendorff hörte ihn an und erwiderte, er bedaure sehr, dass der sächsische Kronprinz unter die Defätisten gegangen sei; dann erhob er sich und verließ ohne ein Wort des Abschieds den Raum. Bei seiner Rückreise nach Dresden wurde Georg von seinem Vater mit der Bildung eines neuen Kabinetts beauftragt, um dem wachsenden Einfluss revolutionärer Kräfte entgegenzuwirken. Er initiierte einen Dialog zwischen dem Monarchen und gemäßigten Sozialdemokraten über einen neuen sächsischen Staatsrat, der aber erfolglos blieb.
Die Novemberrevolution griff in nur wenigen Tagen auf das gesamte Reich über und führte zur Abdankung Wilhelms II. und der Bundesfürsten, was den Zusammenbruch des deutschen Monarchismus bedeutete. Im Zuge dieser Ereignisse sah sich Georgs Vater am Abend des 8. November gezwungen, die sächsische Residenzstadt zu verlassen. Nach seiner Abreise übernahm ein Arbeiter- und Soldatenrat die gesetzgebende und vollziehende Gewalt in Dresden, proklamierte die Absetzung des Königs und zwang ihn, am 13. November auf Schloss Guteborn seine Abdankungsurkunde zu unterzeichnen. Darin erklärte er seinen Thronverzicht, jedoch nicht den seiner Nachkommen, um im Falle einer Wiederherstellung der monarchischen Staatsform eine Thronbesteigung Georgs zu ermöglichen. Dieser hatte inzwischen bei der Familie um Arnold Gustav Heinrich Freiherr von Vietinghoff-Riesch (1860–1942) im Schloss Neschwitz Unterschlupf gefunden, wo er anfangs mit sich und dem Schicksal seines Vaters haderte. Die an ihn herangetragene Bitte, auf seinen Thronfolgeanspruch zu verzichten, um einer möglichen Ausweisung zu begegnen, lehnte Georg mit den Worten ab: „Ich will immer ein Staatsmann sein, der es ernst mit seinen Pflichten nimmt, aber ein inneres von Gott geknüpftes Band vermag ich nicht zu zerreißen!“

### Wandlung

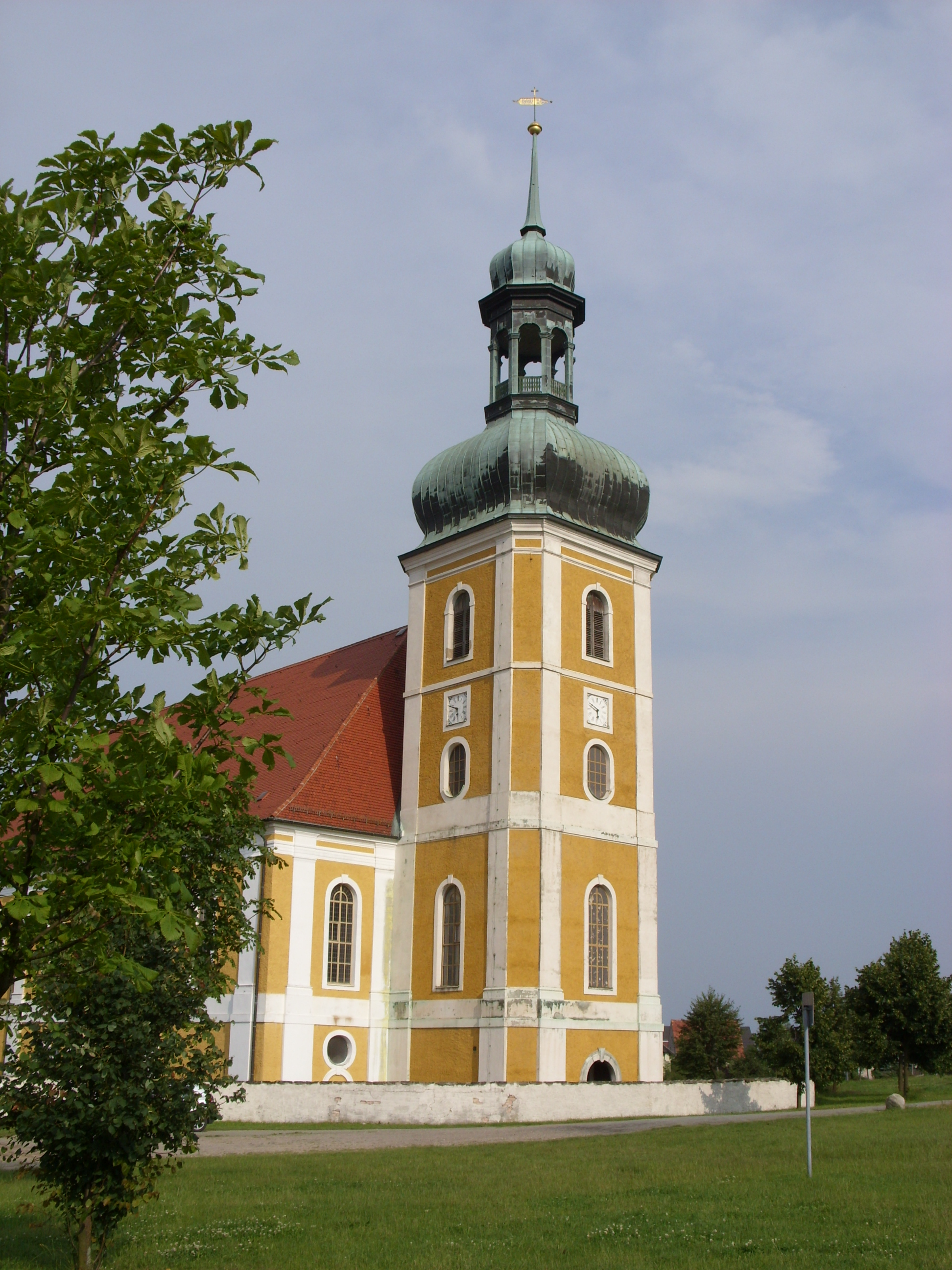
Die Rosenthaler Wallfahrtskirche, in der Georg beschloss, Priester zu werden

Nach Georgs späterer Darstellung legte sich in der Abgeschiedenheit der Oberlausitzer Dörfer sein Groll über den Untergang der Monarchie rasch. Entbunden von politischen und militärischen Verpflichtungen fühlte sich der Noch-Kronprinz in seinen täglichen Gebeten „freier werdend für Gott“, wie er rückblickend feststellte. So kam, dass er bei einer Andacht in der Wallfahrtskirche zu Rosenthal beschloss, auf Krone und Besitz zu verzichten und stattdessen sein weiteres Leben dem Dienste der Kirche zu widmen. Einen ersten Schritt hierzu hatte er bereits am 15. Januar 1918 – seinem 25. Geburtstag – getan, als er dem Dritten Orden der Franziskaner als Terziarier beigetreten war, wobei er den Ordensnamen Ludwig wählte, mit dem er an den französischen König Ludwig IX. anknüpfte. Schon in der Kindheit hatte er gegenüber seiner Familie den Wunsch geäußert, Priester zu werden, was im Hinblick auf seine künftige Rolle als König jedoch nie in Betracht gekommen war. Nun begeisterte er sich dafür von Neuem.

### Studium
Eine Fortsetzung seiner Offizierslaufbahn oder eine Stelle im Staatsdienst schieden für Georg als ehemaligen Kronprinzen aus. So entschied er sich für ein Studium an der Universität Breslau, wo er die Studiengänge Nationalökonomie, Volkswirtschafts- und Soziallehre und im Hinblick auf seine christlichen Ambitionen Kirchengeschichte und Apologetik belegte. In Breslau wurde er überdies Mitglied der katholischen Studentenverbindung Winfridia. Unterkunft fand er während dieser Zeit beim Grafen Nikolaus von Ballestrem. Am 2. Februar 1919 legte er in der Antoniuskirche zu Carlowitz sein franziskanisches Ordensgelübde ab. Die folgende Fastenzeit verlebte Georg zusammen mit seinem Bruder Friedrich Christian in Rom, wo er bei den Grauen Schwestern in der Via dell’Olmata bei Santa Maria Maggiore wohnte.
Anfang September 1919 unterrichtete Georg seinen Vater über seinen Wunsch, Priester zu werden, worauf sich dieser Bedenkzeit erbat. Am 8. September gab er seinem ältesten Sohn sein Einverständnis zu dessen Vorhaben unter vier Bedingungen: Georg sollte in der Familie verbleiben, auf seine Rechte als Erstgeborener verzichten, sich als Priester einem Bischof unterstellen und keinesfalls Jesuit werden. Georg stimmte den drei erstgenannten Punkten zu, zum letzten wollte er sich nicht definitiv festlegen.
Seinem Ziel folgend besuchte Georg fortan Vorlesungen in Philosophie und Kirchenrecht, ab dem Wintersemester 1919/1920 an der Universität Tübingen, um sich für ein künftiges Theologiestudium das nötige Wissen anzueignen. Zugleich war er dort Mitglied der katholischen Studentenverbindung Guestfalia. Am 22. Oktober 1919 erhielt er die Nachricht, dass Papst Benedikt XV. seinem Wunsch, Priester zu werden, den Segen erteilt hatte. Die nunmehr öffentliche Bekanntgabe stieß bei den Anhängern der Monarchie, aber auch bei der katholischen Kirche auf erhebliche Bedenken. So waren Bischof Franz Löbmann, der als Apostolischer Vikar von Sachsen und Apostolischer Präfekt der Lausitz amtierte, und der Breslauer Erzbischof Adolf Kardinal Bertram anfangs noch der Auffassung, dass Georg weiterhin in der politischen Verantwortung für Sachsen stehen müsse. Georg hielt jedoch eine Wiederkehr monarchischer Verhältnisse für ausgeschlossen und hielt an seinem Entschluss fest. Ab Oktober 1920 studierte er an der Universität in Freiburg im Breisgau Theologie und war Mitglied der katholischen Studentenverbindung K.D.St.V. Hohenstaufen. Im Herbst 1923 bestand er das Abschlussexamen. 1932, im Todesjahr seines Vaters, nahm ihn die CV-Verbindung K.D.St.V. Saxo-Thuringia Dresden (heute Bochum) in ihre Reihen auf.

### Priesterweihe
Im September 1923 erhielt Georg durch Erzbischof Karl Fritz die Tonsur und am 29. September folgten die Niederen Weihen. Am 9. Oktober trat er in das Priesterseminar in St. Peter im Schwarzwald ein. Dort festigte er seine Kontakte zur Gesellschaft Jesu. Durch die inflationäre Krise der Nachkriegszeit war die Ernährung der Priesteranwärter mangelhaft, so dass der Regens erlaubte, sich Nahrung von zu Hause zuschicken zu lassen, was Georg wahrnahm. Nach erfolgreichem Abschluss des Seminars erhielt er zu Ostern am 15. März 1924 seine Subdiakonatsweihe, der eine Woche später die Diakonatsweihe folgte. Am 15. Juli 1924, dem 900. Todestag Kaiser Heinrichs II., empfing Georg am Grab der heiligen Hedwig von Andechs in Trebnitz (Schlesien) durch Bischof Christian Schreiber von Meißen die Priesterweihe.

## Priesterjahre

### Gesellschaft Jesu

#### Aufnahme

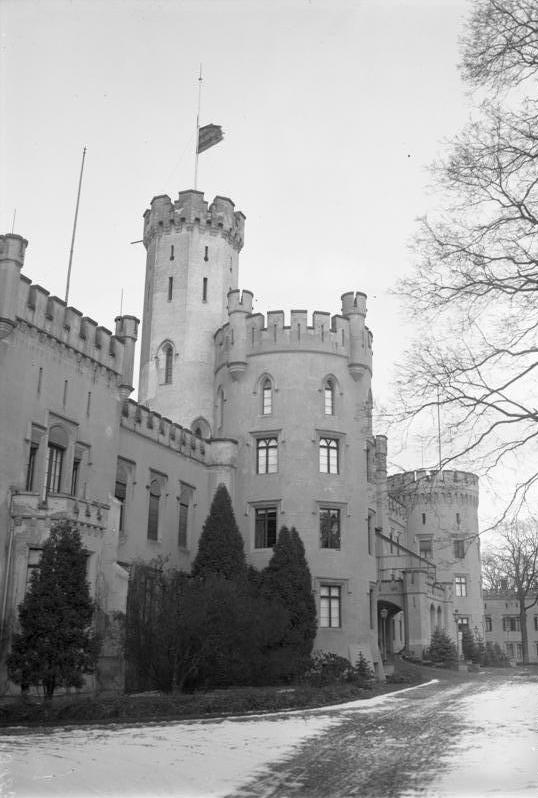
Schloss Sibyllenort

Am folgenden Tag feierte Pater Georg im Schloss Sibyllenort, dem Wohnort seines Vaters, seine erste Messe; Primizprediger war sein Onkel Max von Sachsen. Nach seiner Weihe wirkte Georg als Aushilfspriester vornehmlich in seinem Heimat-Bistum Meißen und in den Orten Langewiese, der Mutterpfarrei von Sibyllenort, Trebnitz sowie Breslau. Diese Zeit beschrieb Georg als sehr glücklich. Mitte August 1924 arbeitete er erstmals in der Hofkirche in Dresden. Um diese Zeit entschied er sich, entgegen dem ausdrücklichen Wunsch seines Vaters Jesuit zu werden. Bischof Schreiber, der ihn gerne in seiner Diözese gehalten hätte und für ihn eine Stelle als Dompropst in Bautzen vorgesehen hatte, zeigte sich hierüber enttäuscht, stellte sich aber Georgs Entschluss nicht in den Weg. Wie Georg es versprochen hatte, unterrichtete er seinen Vater und erbat dessen Erlaubnis. Zunächst lehnte der Vater brüsk ab, hatte er doch noch 1917 für die Gültigkeit von Paragraph 2 des Jesuitengesetzes gestimmt, der besagte, dass der Gesellschaft Jesu im Deutschen Reich verboten sei, freie Niederlassungen zu gründen. Doch schließlich gab er nach einem neuerlichen Treffen am 28. August 1924 unter der Bedingung sein Einverständnis, dass Georg auf seine künftige Stellung als „Chef des Hauses“ verzichte. Georg akzeptierte dies. Widerstand gegen Georgs Pläne gab es jedoch seitens der Gesellschaft Jesu, die auf den Antrag eines Kronprinzen zurückhaltend reagierte. Nachdem sich der Provinzial der oberdeutschen Provinz, Augustin Bea, von der Ernsthaftigkeit des Aufnahmewunsches überzeugt hatte, wurde Georgs Antrag wie jeder andere behandelt. Nach positivem Entscheid ging Georg ab Oktober 1924 zum Weiterstudium in das jesuitische Canisianum in Innsbruck, um das Ordensleben aus unmittelbarer Nähe zu erleben. Zu Ostern 1925 weilte er in Rom und bat bei einer Privataudienz bei Papst Pius XI. sowie beim Ordensgeneral Wladimir Ledóchowski um die Aufnahme in die Gesellschaft Jesu. Er erhielt die Zusage für die oberdeutsche Jesuitenprovinz, zu der seine sächsische Heimat gehörte. Am 10. Juli folgte seine Zulassung zum Ordenseintritt, und am 15. September 1925 trat er in Tisis in das Noviziat ein.

#### Ordensstudium

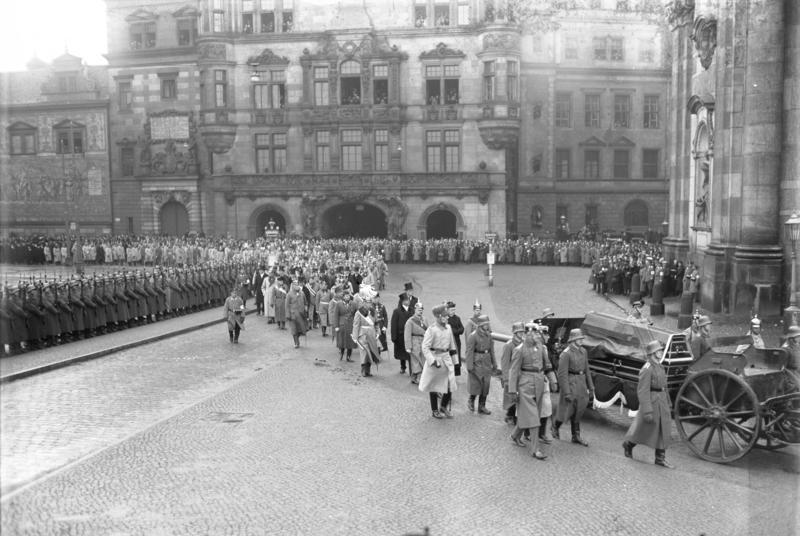
Georg (im Priestergewand) hinter dem Sarg seines Vaters schreitend (Aufnahme vom 23. Februar 1932)

Georgs Ordenseintritt wurde in seiner sächsischen Heimat kontrovers diskutiert. Die Presse veröffentlichte Berichte, in denen ihm unter anderem Fahnenflucht und Verrat vorgeworfen wurden und er der vorsätzlichen Provokation bezichtigt wurde. Hiervon unbeirrt setzte er seine Ausbildung fort. So folgten in den Jahren 1927/28 philosophische Studien am Berchmanskolleg in Pullach bei München. Dort legte er im September 1927 sein erstes Gelübde ab. Als sich Ende 1927 die bisherigen Provinzen im Zuge einer Gebietsreform änderten, entschied er sich für die ostdeutsche Provinz, zu der seine sächsische Heimat nun gehörte. Im September und zu Weihnachten 1928 folgten Besuche in Dresden, wo Georg – anders als wenige Jahre zuvor – begeistert begrüßt wurde. Im Frühjahr 1929 hielt er, ebenfalls unter großem Interesse der Öffentlichkeit, als Festprediger ein Triduum zur Tausendjahrfeier in Meißen, wo er für die Verständigung der verschiedenen Konfessionen untereinander warb und im Hinblick auf den zunehmenden Antisemitismus mahnte, alle jüdischen und freisinnigen Mitbürger in diesen Prozess mit einzubeziehen. Nach dem Abschluss seines Studiums predigte er ab Sommer 1930 für die nächsten zwei Jahre im schlesischen Mittelsteine (Grafschaft Glatz). Er hielt Triduen, religiöse Wochen, Exerzitien für die verschiedenen Stände sowie Vorträge in ganz Deutschland. Zu den 1930 erschienenen Kriegserlebnissen seines Konfraters Pater Max Biber S.J. „Von Gas, Granaten und Soldaten“ verfasste der Prinz das Vorwort.
Am 18. Februar 1932 reiste Georg wegen eines Schlaganfalls seines Vaters zum Schloss nach Sibyllenort. Als er dort eintraf, war der ehemalige König bereits verstorben. Der Sarg wurde mit einem Sonderzug nach Dresden überführt. Bei den anschließenden Trauerfeierlichkeiten in Dresden, bei denen etwa eine halbe Million Menschen zugegen waren, wurde Georg in seiner alten Heimat herzlich empfangen. Eine politische Verantwortung gegenüber Sachsen lehnte er weiterhin ab. So trat Georg am 29. September 1932 in die zweiten und damit letzten großen Exerzitien in St. Andrä in Kärnten ein. Exerzitien führten Georg nach Wien, Budapest und Bern.

### Berliner Jahre
1933 wurde Georg nach Berlin versetzt, wo er sich vornehmlich der Seelsorge widmete und maßgeblich an der dortigen Errichtung der Ordensniederlassung des Canisius-Kollegs mit dem katholischen Gymnasium am Lietzensee beteiligt war. Nach überwiegend theologischen Schriften stand Georg dem Nationalsozialismus ablehnend gegenüber. Darüber hinaus soll er dem Regime jegliche Art von Zugeständnissen verweigert haben. Insbesondere nahm er daran Anstoß, dass die Nationalsozialisten Werte, die ihm besonders wichtig waren – die monarchische Tradition in Sachsen und die christlich-abendländische Gesinnung – zu zerstören suchten. Dadurch sah er sich in seiner Familienehre gekränkt und in seinem Wirken als Seelsorger erheblich behindert. Wegen der zunehmenden antisemitischen und antichristlichen Strömungen im Lande dachte er kurzzeitig an Emigration, entschied sich dann aber aus humanitären Erwägungen dagegen. Für die Gegenseite war Georg als Mitglied eines zur Abdankung gezwungenen Königshauses, als katholischer Priester und als Angehöriger des Jesuitenordens suspekt, was Spannungspotential erzeugte. Zunächst führte Georgs Weg ihn im Frühjahr 1933 nach Budapest, später nach Wien und Genf. Etwa um die gleiche Zeit machten sich bei ihm die ersten Anzeichen einer beginnenden Arthritis im Rücken bemerkbar. Im Herbst des gleichen Jahres hielt er Vorträge in Schweden. In den nächsten Jahren übte Georg eine weitere umfangreiche Exerzitien- und Vortragstätigkeit in ganz Deutschland aus. Dabei setzte er sich verstärkt für die Ökumene ein. Daneben rief er verschiedene Bibelkreise ins Leben. Bei seinen weiteren internationalen Reisen konnte sich Georg seine Sprachbegabung zunutze machen. Neben seiner Muttersprache sprach er fließend Französisch, Italienisch, Spanisch, Englisch, Polnisch und Tschechisch, was ihm erlaubte, seine Predigten zumeist in der Sprache des Gastlandes zu halten. Am 2. Februar 1936 legte er sein letztes Gelübde ab und im Sommer des gleichen Jahres brach er zu einer mehrmonatigen Orientreise auf, die ihn nach Jerusalem, Haifa, Beirut, Alexandrien, Kairo und Galiläa führte, wo er bei den Trebnitzer Borromäerinnen weitere Exerzitien gab. In Rom durfte er noch einmal beim Papst vorsprechen. Alles in allem war Georg jedoch ab den späten 1930er Jahren in Berlin heimisch geworden. Er widmete sich hauptsächlich der Betreuung der katholischen Frauenvereine, war in der Mütterseelsorge tätig und kümmerte sich um die geistliche Betreuung der Laienbrüder im Canisius-Kolleg. Überliefert ist, dass er polnischen Zwangsarbeitern die Messe in deren Muttersprache las. Mit Ausbruch des Zweiten Weltkriegs wollte Georg Feldseelsorger werden, doch seine Rückenbeschwerden, zu denen nun noch schmerzhafte Entzündungen hinzukamen, waren inzwischen so weit fortgeschritten, dass er hierzu nicht mehr tauglich war. Seine vielseitigen Aufgaben, aber auch die zunehmenden Fliegerangriffe auf Berlin ab 1940, führten zu einer allmählichen Erschöpfung und verschlimmerten seine Gebrechen. Daher musste er öfters Erholung suchen, zumeist bei seiner Tante Maria Immaculata in Freiburg. Auch zu dem in deren Nachbarschaft wohnenden Schriftsteller Reinhold Schneider, der seiner in späteren Jahren mit einem Sonett gedachte, unterhielt er eine freundschaftliche Beziehung.

#### Una-Sancta-Kreis
Pater Georg wirkte ab 1936 im Berliner Una-Sancta-Kreis. Dieser von Pfarrer Paul Pietryga (1880–1945) gegründete Kreis umfasste etwa 30 Mitglieder. Zu diesen zählten auf katholischer Seite der Generalleiter der Christkönigsgesellschaft Max Josef Metzger, Prior Aurelius Arkenau, Domvikar Wilhelm Wagner (1909–1944) und Romano Guardini, auf evangelischer Seite Pfarrer Hans Asmussen, der Herausgeber der Zeitschrift Junge Kirche, die Frauenrechtlerin Gertrud Bäumer, Jochen Klepper sowie der spätere Bischof von Niedersachsen Hanns Lilje und andere Kirchenpersönlichkeiten. Mitunter kamen auch auswärtige Gäste wie der Politiker und Schriftsteller August Winnig. Die vertraulichen monatlichen Zusammenkünfte fanden in den Räumlichkeiten von Renata Kracker von Schwarzenfeld (1913–1942), der Ehefrau von Rudolf-Christoph von Gersdorff, unweit des Bahnhofs Charlottenburg statt. Der Kreis verstand sich im weitesten Sinne als „Ökumene vor Ort“ und Hort geistiger und geistlicher Unabhängigkeit, in welchem Menschen verschiedener Konfessionen zu freiem Gespräch zusammenkamen. Die Abende wurden zumeist mit Vorträgen eingeleitet und mit gemeinsamem Gebet beendet. Hierbei sprach Georg vor Vertretern beider Bekenntnisse in späteren Jahren unter anderem davon, die religiösen Gräben angesichts der zunehmenden Zerstörung Deutschlands zu überwinden. Ein Großteil der Mitglieder des Berliner Una-Sancta-Kreises wurde bis Kriegsende von den nationalsozialistischen Machthabern ermordet, inhaftiert oder beging wie Klepper Suizid.
Darüber hinaus wirkte Georg in einem weiteren Oppositionellenkreis mit, dem neben Paul von Hase auch der bis 1942 amtierende Leiter der Reichsgetreidestelle Herbert Dassler, Bischof Otto Dibelius, Domprediger Bruno Doehring sowie Major Roland von Hößlin, ein enger Vertrauter Stauffenbergs, angehörten. Sie kamen unregelmäßig in einer Villa in der Berliner Woyrschstraße zusammen.

#### Beratertätigkeiten
Georgs Herkunft, seine kirchliche Arbeit auch als Beichtvater und seine Stellung als Oberstleutnant a. D. hatten ihm verzweigte Beziehungen zu vatikanischen, fürstlichen, diplomatischen und auch militärisch-oppositionellen Kreisen verschafft. Wegen dieser Beziehungen wurde er von der Gestapo überwacht und mehrmals verhört, seine Ordenswohnung wurde wiederholt durchsucht. Um die Berliner Niederlassung des Ordens nicht unnötig zu gefährden, sah er sich ab September 1941 gezwungen, die Villa seines Freundes Georg Herzog zu Mecklenburg in Berlin-Dahlem als vorübergehenden Wohnsitz zu nutzen. Von dort aus unterstützte Georg Oppositionelle und Juden bei der Flucht aus Deutschland oder versuchte zumindest sie dem Zugriff der Gestapo zu entziehen. Seine Aktivitäten wurden jedoch durch die langen Fahrtwege so erschwert, dass er Anfang 1943 wieder in seine Ordenswohnung zurückkehrte.
Zu den oppositionellen Kreisen im Militär gehörte General Friedrich Olbricht, mit dem Georg spätestens ab 1940 in persönlichem und brieflichem Kontakt stand, wobei der Briefwechsel über Georg Alexander Herzog zu Mecklenburg abgewickelt wurde. Auch zu weiteren Persönlichkeiten des späteren Widerstandskreises vom 20. Juli 1944 pflegte Georg Kontakte. Als gesichert gelten seine Verbindung zum Stadtkommandanten von Berlin General Paul von Hase sowie zum Botschafter Ulrich von Hassell. Darüber hinaus stand er mit den Generalobersten Franz Halder und Ludwig Beck im Gedankenaustausch, wobei Halders Frau die Nachrichten übermittelte. Die näheren Umstände seines Zusammenwirkens mit diesen Personen blieben geheim und sind daher nicht rekonstruierbar; jedenfalls befürchtete er laut eigenen Angaben gegenüber Ordensbrüdern, eines Tages von staatlichen Organen verschleppt und umgebracht zu werden, was spätere Mutmaßungen über unnatürliche Todesumstände nährte. Darüber hinaus unterhielt er Kontakte zu Mitgliedern des Kreisauer Kreises.

### Tod und Beisetzung

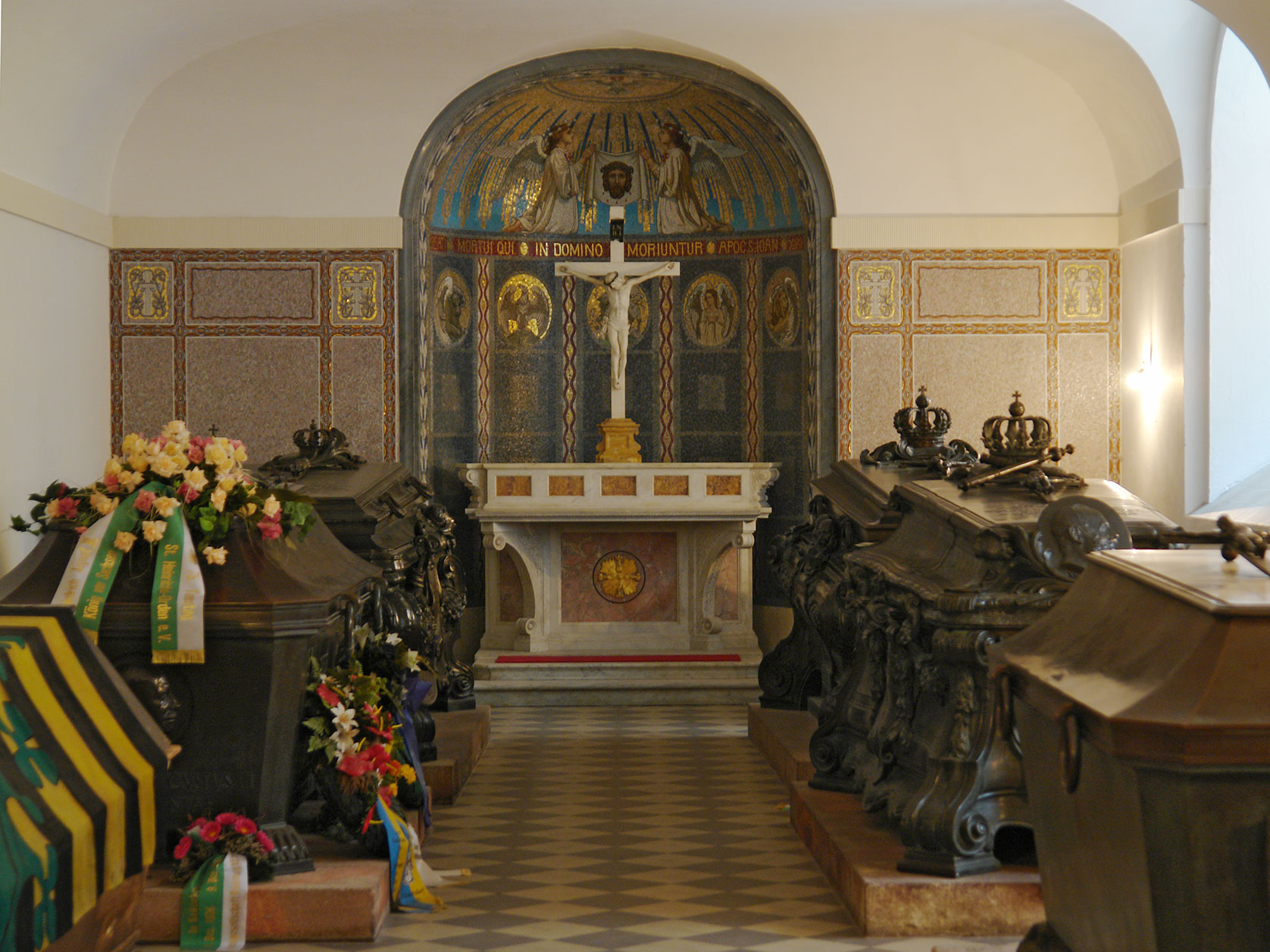
Georgs Grab in der Neuen Gruft der Katholischen Hofkirche in Dresden

Am Vormittag des 14. Mai 1943 fuhr Georg von seiner Ordenswohnung an der Neuen Kantstraße 2 zum Groß Glienicker See, um zu schwimmen, was ihm von ärztlicher Seite wegen seines Rückenleidens angeraten worden war. Außerdem wollte er eine Predigt ausarbeiten. An diesem Tag herrschten Temperaturen jenseits von 36 °C. Nachdem er am späten Nachmittag und am Morgen des nächsten Tages nicht erschienen war, verständigten seine Ordensbrüder die Wasserschutzpolizei, die den See sechs Stunden lang mit Suchleinen abfuhr. Jedoch wurden nur die von Georg abgelegten Kleider und seine Armbanduhr in einer nahen Badehütte gefunden. Zeugen wollten gegen 17 Uhr Hilferufe aus dem See vernommen haben. Schließlich wurde ein Taucher angefordert, doch die Suche blieb erfolglos. Inzwischen hatten sich die Geschwister Friedrich Christian, Ernst Heinrich und Maria am Unglücksort eingefunden, um sich an der Suche zu beteiligen. Auch General Olbricht und sein Adjutant waren anwesend. Drei Wochen später, am 5. Juni, wurde Georgs Leichnam im Schilf treibend gefunden. Nach Verständigung der Kriminalpolizei wurde der äußerlich unverletzte Leichnam zum Westend-Krankenhaus gebracht, wo die Pathologen Walter Koch und Alexander Leo Christian von Damaris als Todesursache Herzversagen ermittelten. Bei der Nekroskopie befand sich kein Wasser in den Lungen, womit ein Tod durch Ertrinken ausgeschlossen werden konnte. Hinweise auf ein Gewaltverbrechen ergaben sich laut dem Obduktionsbericht nicht. Allerdings bezweifelte sein jüngster Bruder Ernst Heinrich von Sachsen diesen Befund aufgrund der Aussagen von Augenzeugen und sprach von einem Auftragsmord durch die Gestapo. Der Jesuitenorden leitete nie eigene Ermittlungen zu den Todesumständen ein.
Georgs Leichnam wurde am 6. Juni eingesegnet und nach Dresden überführt, wo er in der Silbernen Kapelle aufgebahrt und am 16. Juni 1943 in der Neuen Gruft der Wettiner in der Katholischen Hofkirche unter großer Anteilnahme der Bevölkerung beigesetzt wurde. Das NS-Regime hatte hierzu verfügt, dass die Teilnehmer nicht uniformiert erscheinen durften. Auch von Seiten der oppositionellen Kreise wurde Georgs Tod mit Bestürzung aufgenommen; von Hassell sprach in diesem Zusammenhang von einem großen Verlust.
Bei der Einnahme Dresdens durch die Rote Armee im Frühjahr 1945 wurde der Sarkophag Georgs von sowjetischen Soldaten, die innen Schmuck oder Wertsachen vermuteten, aufgebrochen. Nach erneutem Verschluss ließ die Kirche den Sarkophag in einen Steinsarg einbetten. Bei der Hochwasserkatastrophe 2002 erlitt die Ruhestätte schwere Schäden, die erst nach umfangreichen Sanierungs- und Rekonstruktionsmaßnahmen behoben werden konnten.
Anders als sein Großvater und Vater erhielt Georg keine posthumen Ehrungen. Weder wurde für ihn ein Denkmal errichtet noch wurden Straßen oder Plätze nach ihm benannt. In der 1981 erschienenen DDR-Filmproduktion Adel im Untergang wurde Georg durch den Schauspieler Holm Gärtner verkörpert.

## Auszeichnungen
| Hausorden der Rautenkrone                                    | 15. Januar 1905    |
| Roter Adlerorden                                             | 1908               |
| Schwarzer Adlerorden                                         | 1909               |
| Großkreuz zum Hausorden vom Weißen Falken                    | vor 1913           |
| Hubertusorden                                                | vor 1913           |
| Hausorden der Treue                                          | vor 1913           |
| Großkreuz zum Orden Berthold des Ersten                      | vor 1913           |
| Orden vom Goldenen Vlies                                     | vor 1914           |
| Großkreuz zum Erlöser-Orden                                  | vor 1914           |
| Montenegrinischer Unabhängigkeits-Orden                      | vor 1914           |
| Großkreuz zum Oldenburgischen Haus- und Verdienstorden       | vor 1914           |
| Königlicher Hausorden von Hohenzollern (I. Klasse)           | vor 1914           |
| Großkreuz zum Hausorden der Wendischen Krone                 | vor 1914           |
| Eisernes Kreuz (II. Klasse)                                  | 26. August 1914    |
| Ritterkreuz zum Albrechts-Orden mit Schwertern (II. Klasse)  | 21. September 1914 |
| Bayerischer Militärverdienstorden (IV. Klasse)               | 22. November 1914  |
| Eisernes Kreuz (I. Klasse)                                   | Frühjahr 1915      |
| Reußisches Ehrenkreuz mit Krone und Schwertern (III. Klasse) | 22. April 1915     |
| Ritterkreuz zum Militär-St.-Heinrichs-Orden                  | 30. August 1916    |

## Genealogie
|              | Ahnentafel                                                                              | Ahnentafel                                                                              | Ahnentafel                                                                              | Ahnentafel                                                                                  | Ahnentafel                                                                               | Ahnentafel                                                                              | Ahnentafel                                                                              | Ahnentafel                                                                                     |
| ------------ | --------------------------------------------------------------------------------------- | --------------------------------------------------------------------------------------- | --------------------------------------------------------------------------------------- | ------------------------------------------------------------------------------------------- | ---------------------------------------------------------------------------------------- | --------------------------------------------------------------------------------------- | --------------------------------------------------------------------------------------- | ---------------------------------------------------------------------------------------------- |
| Alteltern    | Maximilian von Sachsen (1759–1838) ⚭ 1792 Caroline von Bourbon-Parma (1770–1804)        | König Maximilian I. Joseph (1756–1825) ⚭ 1797 Karoline von Baden (1776–1841)            | Ferdinand von Sachsen-Coburg-Saalfeld (1785–1851) ⚭ 1815 Maria von Koháry (1797–1862)   | König Peter IV. von Portugal (1798–1834) ⚭ 1817 Maria Leopoldine von Österreich (1797–1826) | Großherzog Ferdinand III. (1769–1824) ⚭ 1790 Luisa Maria von Neapel-Sizilien (1773–1802) | König Franz I. (1777–1830) ⚭ 1802 Maria Isabel von Spanien (1789–1848)                  | König Karl II. Ludwig (1799–1883) ⚭ 1820 Maria Theresia von Savoyen (1803–1879)         | Charles Ferdinand de Bourbon (1778–1820) ⚭ 1816 Maria Karolina von Neapel-Sizilien (1798–1870) |
| Urgroßeltern | König Johann von Sachsen (1801–1873) ⚭ 1822 Amalie Auguste von Bayern (1801–1877)       | König Johann von Sachsen (1801–1873) ⚭ 1822 Amalie Auguste von Bayern (1801–1877)       | König Ferdinand II. von Portugal (1816–1885) ⚭ 1836 Maria II. von Portugal (1819–1853)  | König Ferdinand II. von Portugal (1816–1885) ⚭ 1836 Maria II. von Portugal (1819–1853)      | Großherzog Leopold II. (1797–1870) ⚭ 1833 Maria Antonia von Neapel-Sizilien (1814–1898)  | Großherzog Leopold II. (1797–1870) ⚭ 1833 Maria Antonia von Neapel-Sizilien (1814–1898) | Herzog Karl III. (1823–1854) ⚭ 1845 Louise Marie Therese von Frankreich (1819–1864)     | Herzog Karl III. (1823–1854) ⚭ 1845 Louise Marie Therese von Frankreich (1819–1864)            |
| Großeltern   | König Georg von Sachsen (1832–1904) ⚭ 1859 Maria Anna von Portugal (1843–1884)          | König Georg von Sachsen (1832–1904) ⚭ 1859 Maria Anna von Portugal (1843–1884)          | König Georg von Sachsen (1832–1904) ⚭ 1859 Maria Anna von Portugal (1843–1884)          | König Georg von Sachsen (1832–1904) ⚭ 1859 Maria Anna von Portugal (1843–1884)              | Großherzog Ferdinand IV. (1835–1908) ⚭ 1868 Alicia von Bourbon-Parma (1849–1935)         | Großherzog Ferdinand IV. (1835–1908) ⚭ 1868 Alicia von Bourbon-Parma (1849–1935)        | Großherzog Ferdinand IV. (1835–1908) ⚭ 1868 Alicia von Bourbon-Parma (1849–1935)        | Großherzog Ferdinand IV. (1835–1908) ⚭ 1868 Alicia von Bourbon-Parma (1849–1935)               |
| Eltern       | König Friedrich August III. (1865–1932) ⚭ 1891 Luise von Österreich-Toskana (1870–1947) | König Friedrich August III. (1865–1932) ⚭ 1891 Luise von Österreich-Toskana (1870–1947) | König Friedrich August III. (1865–1932) ⚭ 1891 Luise von Österreich-Toskana (1870–1947) | König Friedrich August III. (1865–1932) ⚭ 1891 Luise von Österreich-Toskana (1870–1947)     | König Friedrich August III. (1865–1932) ⚭ 1891 Luise von Österreich-Toskana (1870–1947)  | König Friedrich August III. (1865–1932) ⚭ 1891 Luise von Österreich-Toskana (1870–1947) | König Friedrich August III. (1865–1932) ⚭ 1891 Luise von Österreich-Toskana (1870–1947) | König Friedrich August III. (1865–1932) ⚭ 1891 Luise von Österreich-Toskana (1870–1947)        |
|              | Georg von Sachsen                                                                       |                                                                                         |                                                                                         |                                                                                             |                                                                                          |                                                                                         |                                                                                         |                                                                                                |

## Anhang

### Schriften
- P. Georg, 15. Januar 1893–1943. Typoskript (Lebenserinnerungen)